# ロマン・ペトロヴィチ
ロマン・ペトロヴィチ（ロシア語:Роман Петрович, 1896年10月17日 - 1978年10月23日）は、ロシアの皇族、ロシア公。ピョートル・ニコラエヴィチ大公とその妻ミリツァ・ニコラエヴナ妃の間の第2子で一人息子。ニコライ1世の曾孫。

## 生涯
サンクトペテルブルクのペテルゴフ宮殿で生まれた。キエフにあったニコライ工科大学を1916年に卒業した後、トルコとの前線に配置されていたカフカース工兵連隊に配属される。1917年に家長である皇帝ニコライ2世が退位すると、ロマンはクリミアのドゥルベルにあった父の領地に移り、1919年4月にイギリスの戦艦マールバラ号に乗ってロシアを脱出した。
1921年11月16日、ロマンは亡命先のフランス、アンティーブでプラスコヴィヤ・シェレメーチェヴァ伯爵夫人（1901年 - 1980年）と結婚し、間に2人の息子をもうけた。
- ニコライ（1922年 - 2014年）
- ドミトリー（1924年 - 2016年）

1941年、ロマンはイタリアの傀儡国家として再建されたモンテネグロ王国の王位につくよう要請されたが、これを辞退している（ロマンはモンテネグロ王ニコラ1世の外孫で、イタリア王妃エレナの甥だった）。